# Патия (Колумбия)
Патия (исп. Patía) — город и муниципалитет на юго-западе Колумбии, на территории департамента Каука. Входит в состав Южной провинции.

## История
Поселение, из которого позднее вырос город, было основано 22 октября 1824 года испанским монахом Хосе Марией Чакон-и-Санчесом. Муниципалитет Патия был выделен в отдельную административную единицу в 1907 году.

## Географическое положение

Муниципалитет Патия

Город расположен в юго-западной части департамента, на западном склоне Центральной Кордильеры, к востоку от реки Патии, на расстоянии приблизительно 62 километров к юго-западу от города Попаян, административного центра департамента. Абсолютная высота — 910 метров над уровнем моря.
Муниципалитет Патия граничит на севере с территорией муниципалитета Эль-Тамбо, на северо-востоке — с муниципалитетом Ла-Сьерра, на востоке — с муниципалитетом Сукре, на юго-востоке — с муниципалитетом Боливар, на юго-западе — с муниципалитетом Меркадерес, на западе — с муниципалитетами Бальбоа и Архелия. Площадь муниципалитета составляет 755 км².

## Население
По данным Национального административного департамента статистики Колумбии, совокупная численность населения города и муниципалитета в 2015 году составляла 36 205 человек.
Динамика численности населения муниципалитета по годам:
| 2005   | 2006   | 2007   | 2008   | 2009   | 2010   | 2011   | 2012   | 2013   | 2014   | 2015   |
| ------ | ------ | ------ | ------ | ------ | ------ | ------ | ------ | ------ | ------ | ------ |
| 33 195 | 33 484 | 33 743 | 34 013 | 34 286 | 34 579 | 34 898 | 35 216 | 35 553 | 35 877 | 36 205 |

Согласно данным переписи 2005 года мужчины составляли 47,4 % от населения Патии, женщины — соответственно 52,6 %. В расовом отношении негры, мулаты и райсальцы составляли 70,3 % от населения города; белые и метисы — 29,3 %; индейцы — 0,4 %.
Уровень грамотности среди всего населения составлял 88 %.

## Экономика
58,8 % от общего числа городских и муниципальных предприятий составляют предприятия торговой сферы, 27,3 % — предприятия сферы обслуживания, 11,1 % — промышленные предприятия, 2,8 % — предприятия иных отраслей экономики.

## Транспорт
Через город проходит национальное шоссе № 25 (исп. Ruta Nacional 25).